# Solitudo Atlantis
Solitudo Atlantis  è una caratteristica di albedo della superficie di Mercurio.